# ضرر إشعاعي

شعاع ألفا

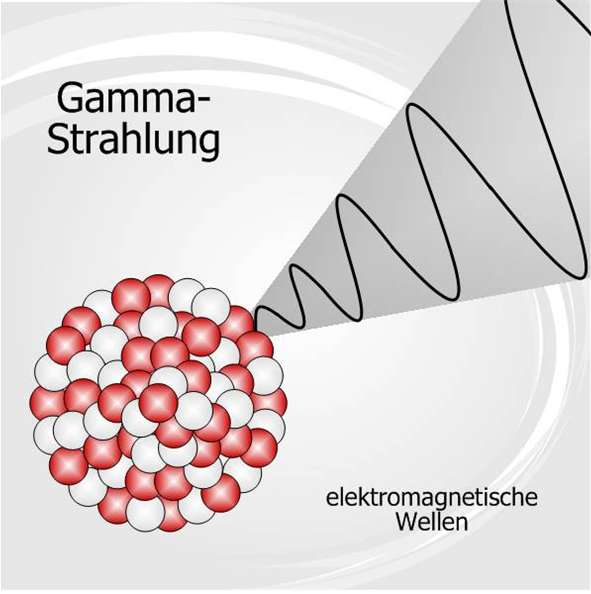
شعاع غاما

الإشعاع وإمكانية الإصابة بالسرطان

التأثير البيولوجي للأشعة المؤينة هو دراسة التغيرات التي تحصل للخلية في حال تعرضها للأشعة المؤينة.
إن التأين أساساً هو حالة عدم استقرار للذرة -التي هي أساس الوسط المادي- والتي تكون في هذه الحالة قد فقدت إلكتروناً أو أكثر لتنتقل من حالة الاعتدال ( الشحنة معدومة تقريبا) إلى حالة التأين أي امتلاك شحنة موجبة ( جاءت هذه الشحنة الموجبة من خسارة الذرة ألكترونا أو أكثر ) وكلما كانت خسارة الذرة للألكترونات أكبر، كلما كانت شحنتها الموجبة أكبر.

مقارنة بين قدرة أجسام ألفا وبيتا وأشعة غاما على الاختراق. جسيمات ألفا (أنوية الهيليوم) تعجز عن اختراق صفحة من الورق مثلاً، أشعة بيتا يمكن وقفها باستخدام لوح من الألومنيوم، أما أشعة غاما فلديها قدرة عالية على اختراق المواد، وهي تمتص تدريجياً خلال اختراقها لمادة كثيفة

## أنواع الأشعة المؤينة
1. الجسيمات الأولية :
  1. الإلكترونات ( شحنتها سالبة ).
  2. البروتونات ( شحنتها موجبة ).
  3. النيترونات ( شحنتها معتدلة ولكن تؤين الجسم بطريقة غير مباشرة نتيجة التصادم).
  4. أشعة ألفا ( نواة ذرة الهيليوم He ).
2. الأشعة الكهرومغناطيسية:
  1. الأشعة السينية.
  2. أشعة غاما.

### مدى الأشعة
يمكن إيقاف أشعة ألفا باستخدام ورقة دفتر أو يمكن أن تخترق 0,05 ملم من نسيج الجلد ثم تتوقف.
كما يمكن إيقاف أشعة بيتا ( الإلكترونات والبروتونات ) بصفيحة رقيقة من الألمنيوم أو يمكن أن تخترق سماكة قدرها ا سم من النسيج الحي. (سماكة الإصبع الصغير مثلاً).
و يمكن أيضاً إيقاف الأشعة الكهرطيسية (أشعة غاما) بصفيحة سميكة من الرصاص، وهي قادرة على اختراق جسم الإنسان والخروج من الطرف الآخر.

## التأثرات الخلوية للأشعة
يحقن الشعاع المؤين الطاقة إلى المادة وهو يخترقها، مثل رصاصة ميكروسكوبية، حتى تمتصه المادة بشكل كامل ويتوقف. ويعمل الإشعاع على تحطيم الروابط الجزيئية للمادة في طريقه ويغيّر بنية المادة.
فإذا كانت المادة مكونة من سلاسل جزيئية طويلة، فإن هذه السلاسل سوف تتكسر بفعل الإشعاع وتتشكل روابط جديدة عشوائية.
و بكلمات أخرى فإن الإشعاع يقطع الجزيئات الطويلة في مواضع متعددة - مثل شرارة لحام الكهرباء - ويعمل على إعادة ربطها بطرق أخرى مختلفة.
تتألف الخلايا الحية بشكل عام من سلاسل طويلة من البروتينات، والبعض من هذه الجزيئات يمكن أن ينكسر بفعل تعرض الخلية للأشعة.
إن قطع الجزيئات المتكسرة يمكن أن تعود لترتبط مع بعضها بطرق مختلفة والنتيجة ستكون جزيئاً جديداً. وهذا الجزيء الجديد لا يسطيع القيام بوظيفة الجزيء الأصلي، لذلك هو بحاجة لأن يصلّح نفسه.
و بصورة أخرى فإن هذا الخلل في البنى الجزيئية سوف يتراكم في الخلية، فإذا كان هذا الخلل في جزيء ال DNA فإن ذلك سيؤدي إلى تغيرات في عمليات الإستقلاب ( الأيض ) في الخلية. ويمكن أن ينتج عن ذلك تشكيل خلية سرطانية.
إن الخلايا تملك بالتأكيد تقنيات محددة تستخدمها من أجل إصلاح مثل هذه الأخطار.
إن التطور في خلايا الكائنات الحية يمكنها من تدقيق جزيئاتها الواحد تلو الآخر، وهي تفضل أن تعيد بناء هذه الجزيئات المدمرة على أن تقوم بإصلاحها.
على كل حال، فإن قدرة الخلية على الإصلاح محدودة، فإذا تم تجاوز هذا الحد فإن الجزيئات المتضررة سوف تبدأ بالتراكم في الخلية وسوف تصيب الوظائف الحيوية المتبقية في الخلية.
إن الأشعة المؤينة يمكن أن تسبب: تكسر، شد,التصاق أو التفاف في الكروموسومات. إن تكسر الكروموسومات يمكن أن يعيد تنظيم نفسه أو يبقى على حاله أو يمتزج مع كروموسومات أخرى.
كل هذه الأحداث تؤدي بالنتيجة إلى حدوث طفرات أو موت الخلية بشكل نهائي.
بالرغم من أن كل الجزيئات يمكن أن تتخرب بواسطة الإشعاع فإن أكثر أهداف جزيئات ال DNA التي تحمل المعلومات الورائية المتعلقة بالانقسام الخلوي يكون منصباً على النمو من جديد.
إن الإشعاع يمكن أن يخرّب أو يغيّر جزءاّ صغيراً من جزيء ال DNA ( جين واحد على سبيل المثال ) ويمكن أن يكسر موضعاً من عدة مواضع من الشكل الحلزوني لل DNA .
إن التخريب الناتج يمكن أن يُصلَّح في معظم الحالات، ولكن موت الخلية أو تحولها يمكن رؤيته في حالات قليلة، وهذا التحول يسبب السرطان.
إن الخلايا الميتة يتم التخلص منها بشكل طبيعي عن طريق الكائن الحي. وعلى كل حال إذا تجاوز عدد الخلايا الميتة الحد الأقصى، فإن هذا سوف يؤدي إلى خلل في الوظائف المناسبة للكائن الحي ويمكن أن يؤدي إلى الموت.
إن الإشعاع يمكن أن يؤثر بشكل مباشر أو غير مباشر على جزيئات ال DNA .

a: التأثير المباشر للأشعة, b: نكسر منفرد لحبل ال DNA, c: تكسّر مزدوج لحبال ال DNA

التأثير غير المباشر للأشعة

1-التأثير المباشر للأشعة على المتسوى الجزيئي:
إن الشعاع المباشر يؤثر على جزيئات ال DNA في النسيج المستهدف. وإن التأين المباشر للذرات في جزيئات ال DNA يكون نتيجة لامتصاص الطاقة عن طريق تفاعلات كومبتون والمفعول الكهرضوئي. فإذا كانت الطاقة الممتصة كافية لاقتلاع الإلكترونات من الجزيء فإن الروابط ستتحطم التي تؤدي بالتالي إلى تكسّر حبل واحد من ال DNA أو كلا الحبلين.
إن تحطم حبل واحد منفرد يمكن أن يُصلَّح عادة بواسطة الخلية، في حين أن تحطم كلا الحبلين ينتج عنه بشكل عام خلية ميتة.
إن ربع إلى ثلث التخريبات الناتجة في الجزيئات الخلوية الكبيرة عن طريق الإشعاع تكون عن طريق التأثير المباشر. هذا يعني أن معظم التخريب يكون بسبب التأثير غير المباشر للأشعة.
2-التأثير غير المباشر للأشعة على المستوى الجزيئي:
إن التأثير غير المباشر للإشعاع على الجزيئات يشتمل على التشكيل للجذور الحرة من خلال الطاقة المنتقلة من الإشعاع، والجزيء الناتج يتخرب بسبب التفاعل المتبادل بين هذه الجذور وال DNA . هذه الظاهرة هي الأكثر احتمالا بسبب التأثير المتبادل للإشعاع مع جزيئات الماء، حيث أن الجسم البشري يتكون من 70% من الماء تقريبا.
إن الجذور الحرة تكون عبارة عن ذرات معتدلة كهربائياً والتي تحتوي على إلكترونات حرة ( متخلخلة غير مقيدة) , وهذه الجذور تعتبر تفاعلية وأليفة للإلكترونات بشكل عالي.

## اقرأ أيضاً
- علاج إشعاعي
- معالجة قريبة (إشعاع)
- قصة الوقاية من الإشعاع